# Francisco Marsá Gómez
Francisco Marsá Gómez (Portbou, Gerona, 1924-Barcelona, 1998). Filólogo. Licenciado en Filosofía y Letras (Sección de Filología Románica) por la Universidad de Barcelona (1949) y Doctor en Filosofía y Letras por la Universidad de Madrid (1957) con la tesis La villa en la toponimia catalana.

## Biografía

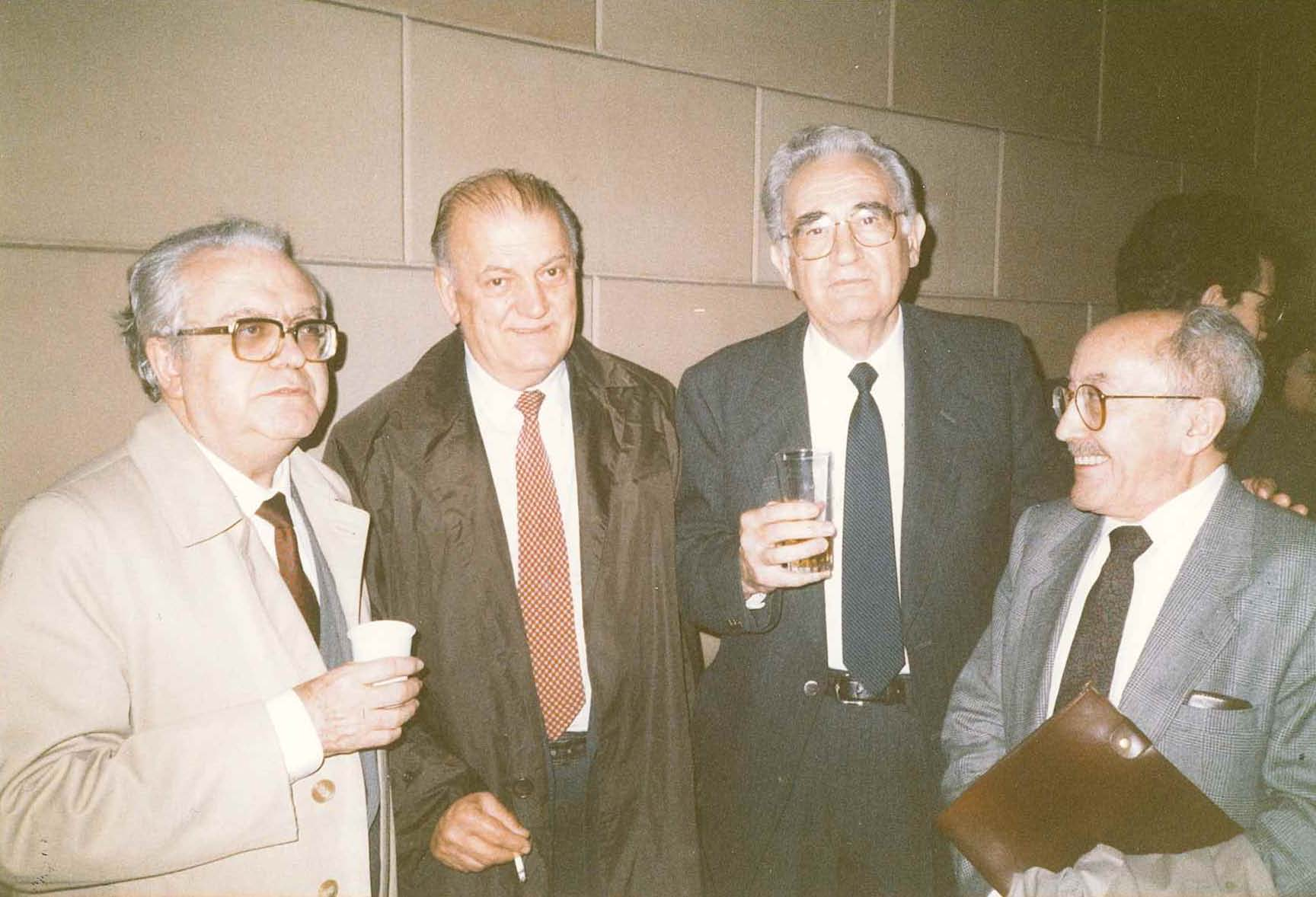
De izquierda a derecha, los filólogos Gregorio Salvador, Eugenio Coseriu, Francisco Marsá y Emilio Alarcos en la Universidad de Barcelona, marzo de 1989.

En 1948 emprendió su carrera docente en la Facultad de Filología de la Universidad de Barcelona como profesor ayudante. En 1959 fue nombrado profesor adjunto del Departamento de Lengua Española y en 1972 pasó a ser profesor agregado de Lengua Española. En 1975 obtuvo la cátedra de Gramática General y Crítica Literaria. Después de 40 años de docencia ininterrumpida obtiene la jubilación en 1989.
Compaginó la labor docente en la Facultad de Filología con la docencia en el Instituto de Estudios Hispánicos Archivado el 31 de julio de 2010 en Wayback Machine., en la Escuela Superior de Relaciones Públicas y en la Escuela de Periodismo, todas pertenecientes a la Universidad de Barcelona.
Como investigador, centra su trabajo en el estudio de la toponimia, la onomástica y la etnolingüística produciendo numerosos trabajos a lo largo de su carrera. También profundiza en el estudio de la lingüística, introduciendo en la universidad española, junto con el profesor Emilio Alarcos Llorach, las corrientes entonces innovadoras del estructuralismo y la gramática generativa.
Compaginó su labor docente e investigadora con cargos de gestión y gobierno. Fue Secretario de la Facultad de Filosofía y Letras, Secretario General de la Universidad de Barcelona (1974-1978) y miembro del Consejo de Rectores de Madrid. También fue director del Instituto de Enseñanza Media y Profesional de Calella, Director de la Residencia de Estudiantes Ramon Llull (1953-1961) y Director del Colegio Mayor de Medicina de la Santa Cruz y San Pablo (1962-1975)
El 26 de marzo de 1987 ingresó en la Real Academia de Buenas Letras de Barcelona como Académico Numerario, en la plaza que había ocupado el profesor Guillermo Díaz-Plaja (medalla IV), con el discurso Cap a una etnolingüística catalana. Fue nombrado Académico Bibliotecario y perteneció a la Junta de Gobierno. A su muerte, la plaza fue ocupada por el profesor Borja de Riquer.
También en 1987, fue nombrado Académico correspondiente en Cataluña de la Real Academia Española.
Fue socio fundador de la Sociedad Española de Lingüística (1970) y su quinto presidente (1986-1990).

## Obras
- 1959: Gramática y redacción, Ed. De GASSÓ Hnos. (seis ediciones) (Google libros)
- 1961: Ortografía, Ed. De GASSÓ Hnos. (siete ediciones) (Google libros)
- 1974: Esquemas gramaticales: Antología de textos y ejercicios de lengua española, Ed. Universidad de Barcelona (Google libros)
- 1975: Ejercicios prácticos de lengua española, Ed. Universidad de Barcelona (Google libros)
- 1977: Onomástica barcelonesa del siglo XIV, Ed. Universidad de Barcelona (Google libros)
- 1982: Diccionario Planeta de la lengua española usual, Ed. Planeta (cinco ediciones) (Google libros)
- 1984: Cuestiones de sintaxis española, Ed. Ariel (Google libros)
- 1985: Nuevos modelos para ejercicio lingüístico, Ed. Ariel (cinco ediciones) (Google libros)
- 1986: Edición crítica del Diálogo de la lengua, Ed Planeta (Google libros)
- 1986: Diccionario normativo y guía práctica de la lengua española, Ed. Ariel (dos ediciones) (Google libros)

## Obras colectivas
- 1955: San Martín y la toponimia catalana, Miscelánea filológica dedicada a Mons. A. Griera
- 1955: La hagiografía en la toponimia de la Marca Hispánica
- 1960: Toponimia de Reconquista, Enciclopedia Lingüística Hispánica, tomo I, CSIC
- 1988: Testimonios sigilográficos de etimología popular, Actas del I Congreso Internacional de Historia de la Lengua española
- 1992: Contribución de la toponimia a la semántica, Actas del II Congreso de Historia de la Lengua española
- 1992: Más sobre el lenguaje literario, Actas del XXIX Congreso del Instituto Internacional de Literatura Iberoamericana

## Artículos destacados
- 1972: Catálisis cultural en procesos semánticos, Ethnica
- 1975: Sobre dos tiempos verbales en Bernat Matge, Revista española de lingüística
- 1976: Perspectiva lingüística sobre los límites de la artístico, Anuario de filosofía
- 1991: Sobre las llamadas modalidades lingüísticas, Cuenta y razón
- 1992: Idiomas, lenguas y dialectos con Europa al fondo, Cuenta y razón
- 1994: Sobre la situación lingüística en Cataluña, Cuenta y razón